# Amos Tutuola
Amos Tutuola (Abeokuta, Nigèria, 1920 – 1997) va néixer de pare i mare iorubes. Va exercir, abans que la d'escriptor, la professió de ferrer, molt connectada amb residus de cultes animistes. I l'animisme i l'humorisme figuren entre els pilars de la seva narrativa. El bevedor de vi de palma està traduïda al català (Laertes editorial, 2009).
Les narracions d'Amos Tutuola, que relaten històries fantàstiques en un pidgin English ingènuament posat per escrit, van ser rebutjades pels intel·lectuals nigerians de la primera generació, que maldaven pel reconeixement de les seves literatures mitjançant la hipercorrecció lingüística i una reproducció de les normes narratives occidentals. Això no obstant, Tutuola és reivindicat per escriptors nigerians contemporanis com Chinua Achebe o Wole Soyinka (premi Nobel de 1986), per a qui el llenguatge popular de Tutuola representa una mena de punt límit per a les categories de l'enteniment literari occidental: "Aquesta classe d'anglès salvatgement espontani fereix els crítics europeus en el seu punt flac, l'avorriment davant la seva pròpia llengua i la cerca de noves emocions".
En el curs del viatge a la Ciutat dels Morts, en el cor d'una selva africana plena a vessar de fantasmes, monstres i "éssers curiosos", l'heroi i l'heroïna d'El bevedor de vi de palma s'enfronten a proves a través de les quals defineixen la pròpia identitat i assoleixen els valors humans, culturals i cívics de l'africanitat. El bevedor de vi de palma, acollida per Dylan Thomas com una "formidable història diabòlica", va irrompre a la literatura mundial amb la frescor i la potència d'una obra mestra fundacional, perquè amb ella naixia la narrativa negroafricana postcolonial.